# Социјалистичка фаза развоја привреде Србије
Социјалистичка фаза развоја привреде Србије трајала је од завршетка Другог светског рата до пред крај 20. века. У том периоду извршен је такозвани социјалистички преображај привреде. После Другог светског рата, законима и одлукама социјалистичке власти, на челу са Јосипом Брозом Титом, Сва предузећа, друштва, банке и др. одузети су од приватних власника. Ранија приватна својина била је најпре државна (1945—50), па потом друштвена. Државна својина постоји у периоду централизованог управљања привредом, а друштвена у време самоуправљања.